# Бримё, Шарль де
Шарль де Бримё (фр. Charles de Brimeu; ок. 1524 — 7 января 1572, Зволле) — граф ван Меген, сеньор де Эмберкур, военачальник и государственный деятель Габсбургских Нидерландов, участник начального этапа Нидерландской революции.

## Биография
Старший сын Эсташа де Бримё, графа ван Мегена (ок. 1474—1547/1548) и Барб де Иллери. По отцу внук Ги де Бримё, сеньора де Эмберкура, по матери — правнук Максимилиана I Габсбурга (внебрачное потомство). Унаследовал от отца графство Меген и сеньории Эмберкур, Керьё и Уден, от матери — сеньорию Эперлек.
Служил в войсках императора Карла V в Итальянских войнах. В 1553 году, уже в чине генерала имперских войск, участвовал в битве при Тальма. В 1554 году назначен суперинтендантом Тьонвиля, откуда энергично содействовал операциям Мартина ван Россема против французов. Захватил и разрушил замок Кютанж, но стал жертвой эпидемии, опустошавшей армию, и был вынужден закончить кампанию.
Оправившись от болезни, получил должность временного губернатора Люксембурга, вакантную после смерти ван Россема. Тогда же получил патент шефа и капитана ордонансовой роты из 30 тяжеловооружённых всадников и 60 лучников.
В январе 1556 года на капитуле в Антверпене принят в число рыцарей ордена Золотого руна.
По предложению кардинала Гранвеля в 1558 году был назначен наместником и капитан-генералом Эно, затем, после того, как перед своим отъездом из Нидерландов в 1559 году Филипп II разделил эти высокие посты, стал статхаудером Гелдерна и графства Зютфен, а также великим загонщиком. Приказ о назначении был подписан в Испании в 1560 году.
В период начала волнений в Нидерландах Шарль де Бримё играл важную роль, вступив в лигу против Гранвеля вместе с другими недовольными дворянами. Он разделял стремление не допустить введения в стране инквизиции, но, узнав, что планы принца Оранского и графов Эгмонта и Хорна идут гораздо дальше — вплоть до низложения Филиппа II и проведения социальной революции — отдалился от заговорщиков, проинформировав об их деятельности правительницу Маргариту Пармскую. Его действия были расценены оранжистами как предательство. Подтверждая свою преданность королю Испании, и надеясь занять место в Большом Мехеленском совете и даже в Государственном совете в Брюсселе, граф ван Меген, тем не менее, продолжал настаивать на прекращении преследования еретиков и отмене распоряжения о введении инквизиции.
Несмотря на то, что Шарль де Бримё не имел доверия у оппозиции, Маргарита Пармская направила его в Антверпен, с целью воспрепятствовать успехам реформатов. Граф предложил магистратам ввести в город гарнизон для обеспечения безопасности, но предложения были отвергнуты, а самому ему пришлось спасаться позорным бегством. В гневе на горожан, и помня о том, что гентцы сделали с его дедом, Бримё рекомендовал правительнице осадить мятежников.
Получив соответствующий приказ, он собрал Нижненемецкий пехотный полк из десяти знамён, и начал преследование Хендрика ван Бредероде, имевшего 4—5 тыс. человек, и заставил его покинуть Вианен, который автор Компромисса дворян намеревался сделать своей операционной базой в регионе. Меген, сопровождаемый князем д'Аренбергом и сеньором де Нуаркармом, разрушил все его планы, убил более пяти сотен его людей и вынудил искать убежища у тестя, у которого Бредероде вскоре и умер.
Затем граф ван Меген вернул под власть правительницы Гронинген и все города Голландии и Зеландии, а также подчинил Гелдерн.
Услуги Шарля де Бримё были щедро вознаграждены, 30 декабря 1566 он получил от короля патент на должность магистра и капитан-генерала артиллерии. Он согласился принять эту должность только при условии сохранения поста статхаудера Гелдерна, что противоречило принятой практике и настояниям короля.
Герцог Альба по прибытии в Нидерланды ещё возвысил Мегена, назначив его, вместе с Аренбергом, командовать войсками, предназначенными для действий в сельской местности. В этом качестве Шарль де Бримё участвовал во всех походах наместника против конфедератов; он не смог вовремя прибыть на помощь своему коллеге Аренбергу на поле битвы при Хейлигерлее, но собрал остатки войск и, благодаря быстрому маршу, не дал противнику оккупировать Гронинген.
В июле 1568 участвовал в разгроме Людвига фон Нассау при Йеммингене, а затем, во главе части ордонансовых отрядов — в операциях герцога Альбы, рассеявшего отряды принца Оранского. В том же году был назначен губернатором и командующим во Фрисландии.
В 1570 году оставил должность наместника Гелдерна ради аналогичного поста во Фрисландии, Оверэйсселе и Гронингене, которую занимал до своей смерти. По утверждению Эдмона Пулле, Филипп II, после назначения де Бримё губернатором Фрисландии, намеревался отстранить его от губернаторства в Гелдерне, но так этого и не сделал.
Был холост. Завещал свои владения племяннице — Марии де Бримё.